# Île aux Chèvres
Île aux Chèvres („Ziegeninsel“) ist eine Insel in der Bucht von Koutio nahe Nouméa im französischen Überseegebiet Neukaledonien.

## Geographie
Die unbewohnte Insel liegt einen Kilometer nordöstlich der Îlot Freycinet vor der Ducos-Halbinsel und gehört zur Gemeinde Dumbéa. Ihr Bergkamm besteht aus mehreren Gipfeln mit einer Höhe zwischen 75 m und 108 m. Von ihren 49 ha Fläche sind 80 % mit Trockenwald bedeckt.

## Leprosorium
1883 wurden die ersten Leprafälle in Neukaledonien registriert. Dabei handelte es sich um vier Neu-Hebrider. 1889 infizierte sich der erste Europäer. Daraufhin wurde am 30. November 1889 per Dekret die Einrichtung eines Leprosoriums auf der Île aux Chèvres angeordnet, das zunächst für 20 Europäer vorgesehen war, deren Zahl sich bis Ende 1912 jedoch auf 78 erhöhte. 1892 wurde eine zentrale Léproserie für alle Infizierten auf der Île Art im äußersten Norden Neukaledoniens eingerichtet. Die Bedingungen auf der Île aux Chèvres waren sehr schlecht; die Insel verfügt über keine Wasserquelle, sie hatte damals keine Vegetation und auch keine Pflegekräfte. Die weniger Erkrankten halfen den anderen bei der Versorgung mit Trinkwasser und Lebensmitteln, die von der Verwaltung geschickt wurden. Zweimal im Monat wurden sie von einem Arzt behandelt. Trost kam von zwei Maristen-Patern, welche die Insel über 30 Jahre lang regelmäßig besuchten. Einmal im Monat wurden die Kranken auch von zwei Ordensschwestern aufgesucht, bis das Leprosorium 1918 auf die Ducos-Halbinsel verlagert wurde.
Die Insel wird heutzutage gelegentlich von Campingurlaubern besucht, welche die Abgeschiedenheit schätzen.